# Robbengatsluis
De Robbengatsluis is een Nederlandse schutsluis met puntdeuren, gelegen tussen het Lauwersmeer en de Waddenzee, bij Lauwersoog. De vaarweg is CEMT-klasse III. De provincie Groningen is eigenaar van de sluis en daarmee verantwoordelijk voor het beheer en onderhoud.
Over de sluis ligt een ophaalbrug met een doorvaarthoogte in gesloten stand van NAP +5,20 m
De sluis wordt in het vaarseizoen lokaal bediend, maar daarbuiten op afstand vanaf de Centrale Post te Groningen. De sluis is per marifoon aan te roepen op kanaal 64.

## Sluisdeuren
De sluis heeft in totaal 10 houten en stalen sluisdeuren. De vier stormvloeddeuren werden in 2020 vervangen door stalen deuren. De vier binnendeuren in 2016. De ervaring leert dat houten deuren elke 50 jaar moeten worden vervangen en stalen deuren hebben elke 10 tot 15 jaar een nieuwe coating nodig. De twee laatste sluisdeuren van het Lauwersmeer richting de Waddenzee werden in oktober 2024 vervangen door deuren van ultra-hogesterktebeton (UHSB). Deze deuren rotten en roesten niet.